# Умбриатико
Умбриа̀тико (на италиански: Umbriatico) е село и община в Южна Италия, провинция Кротоне, регион Калабрия. Разположено е на 422 m надморска височина. Населението на общината е 894 души (към 2012 г.).